# 普利茅斯主教座堂
普利茅斯主教座堂（英語：Plymouth Cathedral）是英國英格蘭城市普利茅斯的一座教堂，是天主教普利茅斯教區的主教座堂。教堂奉獻於1880年9月22日。

## 外部連結

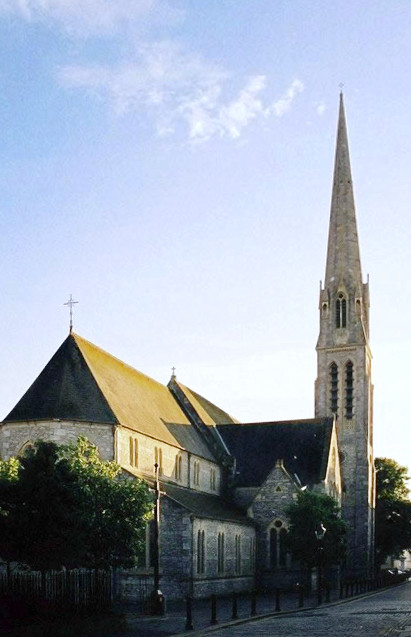
普利茅斯主教座堂

- www.plymouthcathedral.co.uk （页面存档备份，存于）, website of Plymouth Cathedral.
- www.plymouth-diocese.org.uk （页面存档备份，存于）, website of the Roman Catholic Diocese of Plymouth.